# Miguel Asen II da Bulgária
Miguel Asen II (em búlgaro:  Михаил Асен II - Mihail Asen II) foi imperador da Bulgária entre 1277 e 1279. Contudo, este imperador menor e efêmero geralmente não aparece nas listas de governantes da Bulgária e o título "Miguel Asen II" é por vezes utilizado incorretamente para se referir a Miguel II Asen (Miguel Asen I), que reinou entre 1246 e 1256.

## História
Miguel Asen II era o único filho de Constantino Tico com Maria Paleóloga Cantacuzena, sobrinha do imperador bizantino Miguel VIII Paleólogo. Ele nasceu em 1270 e foi declarado porfirogênito (talvez para impedir que outros filhos mais velhos de Constantino de herdarem o trono) e foi coroado coimperador por seus pais em ou antes de 1272.
Quando Constantino foi morto no combate contra Lacanas em 1277, Miguel Asen II permaneceu nominalmente como o imperador legítimo do Império Búlgaro, governando sob a regência de sua mãe. Porém, o seu controle foi rapidamente restrito à capital, Tarnovo, enquanto que a maior parte das províncias passou para as mãos de Lacanas. Seu tio-avô Miguel VIII, por sua vez, propôs seu próprio candidato ao trono, João Asen, um filho de Mitso Asen casado com Maria Asenina da Bulgária, uma filha de João Asen II.
Com os exércitos bizantinos marchando para o norte com o objetivo de colocar João Asen no trono, Maria Cantacuzena se aliou a Lacanas casando-se com ele, o assassino de seu marido anterior, e ligando-o ao trono juntamente com o Miguel Asen. Lacanas conseguiu resistir à invasão bizantina até ser bloqueado pela Horda Dourada de Nogai em Drastar por três meses 1279. Assumindo que Lacanas teria morrido, os nobres de Tarnovo abriram os portões da cidade para o exército bizantino e aceitaram João Asen III como imperador.
Juntamente com sua mãe, Miguel Asen II foi levado preso para o Império Bizantino. Ele reaparece no registro histórico apenas em 1302, quando uma facção da nobreza búlgara convidou-o para recuperar o trono que havia sido tomado por Teodoro Esvetoslau. Mesmo com ajuda militar bizantina, ele não conseguiu se recuperar sua posição. Não se sabe quando Miguel morreu.